# David Sobolov
David Sobolov (nacido el 23 de octubre de 1964) es un actor de doblaje y director canadiense, conocido por sus papeles como Depth Charge en Beast Wars: Transformers, Gorilla Grodd en varios medios de DC, Drax el Destructor en varios medios de Marvel, Shockwave en transformers: Prime y Blitzwing en Bumblebee.

## Primeros años
Sobolov nació en Windsor, Ontario, Canadá.

## Filmografía

### Animación
| Año        | Título                           | Papel                                            | Notas                                   |
| ---------- | -------------------------------- | ------------------------------------------------ | --------------------------------------- |
| 1994–96    | Los Huracanes                    | Phantom                                          |                                         |
| 1997       | Mummies Alive!                   | The Eye of Darkness                              |                                         |
| 1997       | The Wacky World of Tex Avery     | T-Rex                                            |                                         |
| 1997       | Extreme Dinosaurs                | Count Alexander Von Skullheim, Voces adicionales |                                         |
| 1998–99    | Beast Wars: Transformers         | Depth Charge, Teletraan I                        |                                         |
| 1998–99    | robocop: Alpha Commando          | RoboCop                                          |                                         |
| 1999       | sabrina: The Animated Series     | Spookie Jar                                      |                                         |
| 1999–2001  | Spider-Man Unlimited             | Lord Tyger                                       |                                         |
| 2003       | Teen Titans                      | Cron                                             | Episodio: "Sisters"                     |
| 2007       | Legión de superhéroes            | The Persuader, Lord Reesmu                       | Episodio: "Who Am I?"                   |
| 2012; 2019 | Young Justice                    | Lobo                                             | 2 episodios                             |
| 2012–13    | transformers: Prime              | Shockwave, Vehicon Trooper #1                    |                                         |
| 2012–13    | Kaijudo                          | Tatsurion the Unchained, Coach Harper            |                                         |
| 2013       | Regular Show                     | Dale                                             | Episodio: "Power Tower"                 |
| 2013–14    | Ultimate Spider-Man              | Drax el Destructor, Chitauri Leader, Chitauri #1 |                                         |
| 2014       | Los Vengadores unidos            | Drax el Destructor                               | Episodio: "Guardians and Space Knights" |
| 2014       | Hulk y los agentes de S.M.A.S.H. | Drax el Destructor                               |                                         |
| 2015–19    | Guardianes de la Galaxia         | Drax el Destructor, Blackjack O'Hare             |                                         |
| 2016–17    | Ben 10                           | Upgrade, Vin Ethanol                             |                                         |
| 2017       | Justice League Action            | Gorilla Grodd                                    |                                         |
| 2017–18    | Sofia the First                  | Garish                                           |                                         |

### Anime
| Año           | Título             | Papel      | Notas             |
| ------------- | ------------------ | ---------- | ----------------- |
| 1996          | Key the Metal Idol | Sergei / D | Doblaje en inglés |
| 2021–Presente | One Piece          | Kaidou     | Doblaje en inglés |

### Películas de anime
| Año  | Título                        | Papel        | Notas             |
| ---- | ----------------------------- | ------------ | ----------------- |
| 2016 | Kingsglaive: Final Fantasy XV | Voz de Radio | Doblaje en inglés |

### Películas
| Año  | Título                                    | Papel              | Notas                              |
| ---- | ----------------------------------------- | ------------------ | ---------------------------------- |
| 2000 | Monster Mash                              | Frank              | Doblaje en inglés, directo a video |
| 2005 | Serenity                                  | Reavers            | Voz, sin acreditar                 |
| 2008 | dragonlance: el retorno de los dragones   | Verminaard         | Directo a video                    |
| 2013 | Star Trek: En la oscuridad                | Voces adicionales  |                                    |
| 2018 | Bumblebee                                 | Blitzwing          | Voz                                |
| 2023 | transformers: el despertar de las bestias | Rhinox, Battletrap | Voz                                |

### Televisión
| Año     | Título                | Papel         | Notas                                         |
| ------- | --------------------- | ------------- | --------------------------------------------- |
| 2005    | Star Trek: Enterprise | Slar          | Voz, Episodio: "In a Mirror, Darkly, Part II" |
| 2014–15 | Mega Med              | Annihilator   | Voz, 6 episodios                              |
| 2015    | Daredevil             | Stone         | Voz, sin acreditar; Episodio: "Stick"         |
| 2015–23 | The Flash             | Gorilla Grodd | Voz, 8 episodios                              |
| 2017–18 | Leyendas del mañana   | Gorilla Grodd | Voz, 2 episodios                              |

### Videojuegos
| Año     | Título                                             | Papel                                                                                      | Notas                        |
| ------- | -------------------------------------------------- | ------------------------------------------------------------------------------------------ | ---------------------------- |
| 1999    | Homeworld                                          | Piloto #1, Captain Elson                                                                   |                              |
| 2003    | Call of Duty                                       | Alemán, Voces adicionales                                                                  |                              |
| 2003    | spawn: Armageddon                                  | Malebolgia                                                                                 | [ 3 ]                        |
| 2004    | The Chronicles of Riddick: Escape from Butcher Bay | Guardia                                                                                    |                              |
| 2004    | Spider-Man 2                                       | Shocker Henchman, Jewel Thief                                                              |                              |
| 2004    | Shark Tale                                         | Hammerhead Boss, Sawfish Waiter                                                            |                              |
| 2004    | EverQuest II                                       | Varios                                                                                     |                              |
| 2004    | World of Warcraft                                  | Dantalionax, Krosus                                                                        |                              |
| 2005    | The Punisher                                       | Wilson Fisk / Kingpin, Crack Dealers, Prisioneros                                          |                              |
| 2005    | Predator: Concrete Jungle                          | Hunter Borgia                                                                              |                              |
| 2005    | Advent Rising                                      | Seeker Commander                                                                           |                              |
| 2005    | Fantastic Four                                     | Doombot, Thug Boss                                                                         |                              |
| 2005    | Rogue Galaxy                                       | Deego Aegis                                                                                |                              |
| 2005    | The Incredible Hulk: Ultimate Destruction          | Bradley                                                                                    |                              |
| 2005    | Age of Empires III                                 | Lao Chen                                                                                   |                              |
| 2005    | 50 Cent: Bulletproof                               | Big Rigg                                                                                   |                              |
| 2006    | Justice League Heroes                              | Darkseid                                                                                   |                              |
| 2006    | Gothic III                                         | Orc Warrior                                                                                |                              |
| 2006    | marvel: Ultimate Alliance                          | Blackheart, Titannus                                                                       |                              |
| 2007    | transformers: The Game                             | Brawl, Voces adicionales                                                                   |                              |
| 2007    | Transformers Decepticons                           | Brawl                                                                                      |                              |
| 2007    | Transformers Autobots                              | Brawl                                                                                      |                              |
| 2007    | Enemy Territory: Quake Wars                        | Strogg Infiltrator                                                                         |                              |
| 2007    | TimeShift                                          | Flash Guard, Warp Guard, Thunder Guard                                                     |                              |
| 2007    | Call of Duty 4: Modern Warfare                     | Lugarteniente Vasquez                                                                      |                              |
| 2007    | Unreal Tournament 3                                | Krall                                                                                      |                              |
| 2008    | Command & Conquer 3: Kane's Wrath                  | GDI Marv                                                                                   |                              |
| 2008    | The Rise of the Argonauts                          | Mycanae, Dochand, Guard                                                                    |                              |
| 2008    | Command & Conquer: Red Alert 3                     | Imperial King Oni, Soviet Apocalypse Tank                                                  |                              |
| 2008    | Call of Duty: World at War                         | Drill Instructor, Marine, German Enemy                                                     | Sin acreditar                |
| 2009    | 50 Cent: Blood on the Sand                         | Yeller                                                                                     |                              |
| 2009    | Halo Wars                                          | Inquisidor, Voces adicionales                                                              |                              |
| 2009    | The Chronicles of Riddick: Assault on Dark Athena  | Guardia                                                                                    |                              |
| 2009    | Prototype                                          | Blackwatch Officer, Voces adicionales                                                      |                              |
| 2009    | Brütal Legend                                      | Pit Boss, Treeback, Bouncers, Druids                                                       |                              |
| 2009    | Dragon Age: Origins                                | Czibor Shaper of Memories, Archon Hessarian, Voces adicionales                             |                              |
| 2010    | Army of Two: The 40th Day                          | Heavy Shotgunner                                                                           |                              |
| 2010    | Star Trek Online                                   | Lt. Q'on, Ramir, S'Tass                                                                    |                              |
| 2011    | Uncharted 3: La traición de Drake                  | Marlowe's Agents                                                                           |                              |
| 2012    | Mass Effect 3                                      | Dr. Garret Bryson, Tour Narrator, Minero #1                                                | Leviathan DLC                |
| 2012    | Starhawk                                           | Rifters, Outcast, Radio Control Operators                                                  |                              |
| 2012    | Diablo III                                         | Azmodan                                                                                    |                              |
| 2012    | Halo 4                                             | Jul 'Mdama                                                                                 |                              |
| 2012    | Guild Wars 2                                       | JFF 9000, Tennon, Pact Soldier Norn, Nuhoch Hyleck, Mallyx, Svanir Norn, Voces adicionales |                              |
| 2013    | Army of Two: The Devil's Cartel                    | Tyson Rios                                                                                 |                              |
| 2013    | injustice: Dioses entre nosotros                   | Lobo                                                                                       |                              |
| 2013    | Fuse                                               | Raven Guard #2                                                                             |                              |
| 2013    | Marvel Heroes                                      | Drax el Destructor                                                                         | Sin acreditar                |
| 2013    | Dota 2                                             | Terrorblade                                                                                |                              |
| 2013    | Infinity Blade III                                 | Voces adicionales                                                                          |                              |
| 2013    | Armored Core: Verdict Day                          | Commander Reaper J, Voz de CPU                                                             | Acreditado como David Sobolv |
| 2013–15 | Skylanders series                                  | Bumble Blast, Krypt King, Stone Head                                                       |                              |
| 2013    | Lego Marvel Super Heroes                           | Drax el Destructor, Electro, Mysterio                                                      |                              |
| 2014    | The Elder Scrolls Online                           | Orc                                                                                        |                              |
| 2014    | wolfenstein: The New Order                         | Super Soldado                                                                              |                              |
| 2014    | WildStar                                           | Gloomclaw Vratorg, Trogun, Osun Male, Mechari Male                                         |                              |
| 2014    | Disney Infinity: Marvel Super Heroes               | Drax                                                                                       |                              |
| 2015    | Disney Infinity 3.0                                | Drax                                                                                       |                              |
| 2015    | Star Wars Battlefront                              | Duros Alien                                                                                |                              |
| 2015    | Heroes of the Storm                                | Azmodan                                                                                    |                              |
| 2016    | Marvel Avengers Academy                            | Drax el Destructor                                                                         |                              |
| 2016    | Mirror's Edge Catalyst                             | Voces adicionales                                                                          |                              |
| 2016    | Call of Duty: Modern Warfare Remastered            | Lugarteniente Vasquez                                                                      |                              |
| 2017    | Conan Exiles                                       | Arcos the Wanderer, Warmaker, Voces adicionales                                            |                              |
| 2017    | Injustice 2                                        | Doctor Fate                                                                                |                              |
| 2017    | Star Wars Battlefront II                           | Duros                                                                                      |                              |
| 2018    | Conan Exiles                                       | Arcos the Wanderer, Warmaker Klael                                                         |                              |
| 2018    | Lego DC Super-Villains                             | Gorilla Grodd, Lobo, Doctor Fate, Frankenstein, Treasure Hunter                            |                              |
| 2019    | Vader Immortal: A Star Wars VR Series              | Black Bishop                                                                               | 2 episodios                  |
| 2020    | League of Legends                                  | Volibear                                                                                   |                              |
| 2021    | Legends of Runeterra                               | Malphite                                                                                   |                              |